# Castillo de Alquife
El castillo de Alquife es un antiguo recinto amurallado que se encuentra situado en el municipio español de Alquife, en la provincia de Granada, comunidad autónoma de Andalucía. Se trata de una antigua fortaleza defensiva de época nazarí, ligada en sus orígenes a la actividad de las minas del Marquesado. En la actualidad constituye un monumento histórico y desde 1985 se encuentra protegido con la categoría de Bien de Interés Cultural.

## Historia
El castillo habría sido construido en el siglo XI, durante la época zirí, estando sus orígenes ligados a la actividad de las minas del Marquesado. En esa época estos yacimientos constituían un importante centro productor de hierro. La fortaleza se encuentra ubicada a las afueras de la población de Alquife, sobre una elevación geográfica desde la cual se dominan la mayoría de los pueblos del Marquesado. En la actualidad no se conserva buena parte de su estructura original, aunque sí se encuentran preservados parcialmente tanto el aljibe como los restos algunas torres y de parte de la muralla defensiva.